# Cycadatae
Los Cicadofitinos (Cycadatae o Cycadopsida) son una clase de plantas de aspecto semejante a las palmeras o a los helechos arborescentes.
Se caracterizan por sus tallos simples, más o menos carnosos, con poco crecimiento secundario en grosor, y que pueden aparecer ramificados. Raíces bien desarrolladas, algunas con geotropismo negativo, es decir, que tienden a salir a la superficie (raíces coraloides). Hojas pinnadas o bipinnadas, forman una roseta en el extremo del tallo, cada año se forma un nuevo verticilo de hojas y las más viejas se desprenden dejando cicatrices a lo largo del tallo.
Dioicas, presentan estructuras sexuales tipo estróbilo, en posición, generalmente, terminal.
Los miembros de esta clase alcanzaron su máximo desarrollo en el Mesozoico. En la actualidad sobreviven unas 160 especies, agrupadas en 11 géneros, generalmente en zonas intertropicales. Se utilizan en jardinería como plantas ornamentales.
- Datos: Q5605610
- Multimedia: Cycadopsida / Q5605610
- Especies: Cycadopsida